# Ganganbeed, Aurad
Ganganbeed là một làng thuộc tehsil Aurad, huyện Bidar, bang Karnataka, Ấn Độ.